# Karin Rabe
Karin Rabe (* 17. Februar 1954) ist eine ehemalige schwedische Orientierungsläuferin. 
Rabe startete bei sieben Weltmeisterschaften zwischen 1978 und 1989 und gewann dabei insgesamt vier Gold-, drei Silber- und zwei Bronzemedaillen. Zudem gelang es ihr, in ihrer Karriere bei allen Läufen bei Weltmeisterschaften und Nordischen Meisterschaften stets unter die ersten zehn zu kommen. Ihre größten Einzelerfolge waren die Weltmeisterschaftsmedaillen Bronze 1981 in Thun und Silber 1987 im französischen Gérardmer, als sie nur ihrer Landsfrau Arja Hannus den Vortritt lassen musste. Bei Nordischen Meisterschaften gewann sie 1980 und 1982 die Bronzemedaille im Einzel. 
Ihre vier Goldmedaillen bei Weltmeisterschaften fuhr sie mit den erfolgreichen schwedischen Frauenstaffeln der 1980er Jahre ein. 1981 gewannen Arja Hannus, Barbro Lönnkvist, Karin Rabe und Annichen Kringstad mit fast einer Viertelstunde Vorsprung auf Finnland die Goldmedaille. 1983 gewann sie in der Staffel mit Marita Skogum, Kerstin Månsson und Annichen Kringstad als Startläuferin die Goldmedaille. Der Vorsprung diesmal auf die zweitplatzierten Tschechoslowakinnen betrug rund sieben Minuten. 1985 gewann das Quartett Karin Rabe, Christina Blomqvist, Kerstin Månsson und Annichen Kringstad nur noch mit einem Vorsprung von zehn Sekunden auf die Norwegerinnen und 1987 mussten die Schwedinnen sich dem norwegischen Team geschlagen geben. Rabe gewann ihre vierte Goldmedaille 1989 bei der Heim-Weltmeisterschaft in Schweden zusammen mit Arja Hannus, Kerstin Haglund und Marita Skogum.
Rabe siegte bei den schwedischen Meisterschaften 1976, 1977 und 1982 auf der Langdistanz, 1979 und 1981 auf der Ultralangdistanz sowie 1979, 1984, 1986 und 1987 im Nacht-OL. Die Staffelmeisterschaft Schwedens gewann sie 1974 und 1976 mit Fjärås AIK und 1978 und 1979 mit IK Jarl.

## Platzierungen
| Weltmeisterschaften | Sprint | Mittel | Lang | Staffel |
| ------------------- | ------ | ------ | ---- | ------- |
| 1978 Kongsberg      |        |        | 5.   | 2.      |
| 1979 Tampere        |        |        | 5.   | 3.      |
| 1981 Thun           |        |        | 3.   | 1.      |
| 1983 Zalaegerszeg   |        |        | 8.   | 1.      |
| 1985 Bendigo        |        |        | 5.   | 1.      |
| 1987 Gerardmer      |        |        | 2.   | 2.      |
| 1989 Skövde         |        |        | 7.   | 1.      |

| Nord. Meisterschaften | Sprint | Mittel | Lang | Staffel |
| --------------------- | ------ | ------ | ---- | ------- |
| 1977 Joensuu          |        |        | 5.   | 3.      |
| 1980 Borlänge         |        |        | 3.   | 2.      |
| 1982 Bornholm         |        |        | 3.   | 1.      |
| 1984 Tromsø           |        |        | 8.   | 3.      |
| 1986 Saltvik          |        |        | 8.   | 2.      |
| 1988 Halmstad         |        |        | 10.  | 3.      |

| Gesamt-Weltcup | Gesamt-Weltcup |
| -------------- | -------------- |
| 1986           | 3.             |
| 1988           | 21.            |